# War All the Time
War All the Time es el tercer álbum de estudio de la banda de post-hardcore Thursday y su debut con el sello Island Records debido a problemas con Victory Records. Contiene influencias post-hardcore con elementos melódicos y letras personales. El primero en ser liberado en un sello importante. El título proviene de una colección de poemas de Charles Bukowski y la banda ha declarado en numerosas ocasiones que no es política, sino que refleja las luchas que enfrentamos en nuestra vida diaria. Este álbum fue producido por Sal Villanueva quien ha producido todas las grabaciones anteriores del Thursday. El álbum fue disco debut de la banda, y disfrutó de un éxito mensurable, alcanzando el puesto # 7 en el Billboard Top 200 Albums.

## Lista de canciones
- Todas las letras escritas por Geoff Rickly. Toda la música compuesta por Thursday

1. "For the Workforce, Drowning" – 3:16
2. "Between Rupture and Rapture" – 3:03
3. "Division St." – 4:14
4. "Signals Over the Air" – 4:10
5. "Marches and Maneuvers" – 4:27
6. "Asleep in the Chapel" – 3:46
7. "This Song Brought to You by a Falling Bomb" – 2:16
8. "Steps Ascending" – 4:26
9. "War All the Time" – 4:33
10. "M. Shepard" – 3:36
11. "Tomorrow I'll Be You" – 4:07
12. "Ný batterí" (Sigur Rós Cover) - 6:34 (Japanese bonus track)

## Créditos
- Geoff Rickly - voces
- Tom Keeley - guitarra, voces
- Steve Pedulla - guitarra, voces
- Tim Payne  - bajo
- Tucker Rule - batería